# Course camarguaise

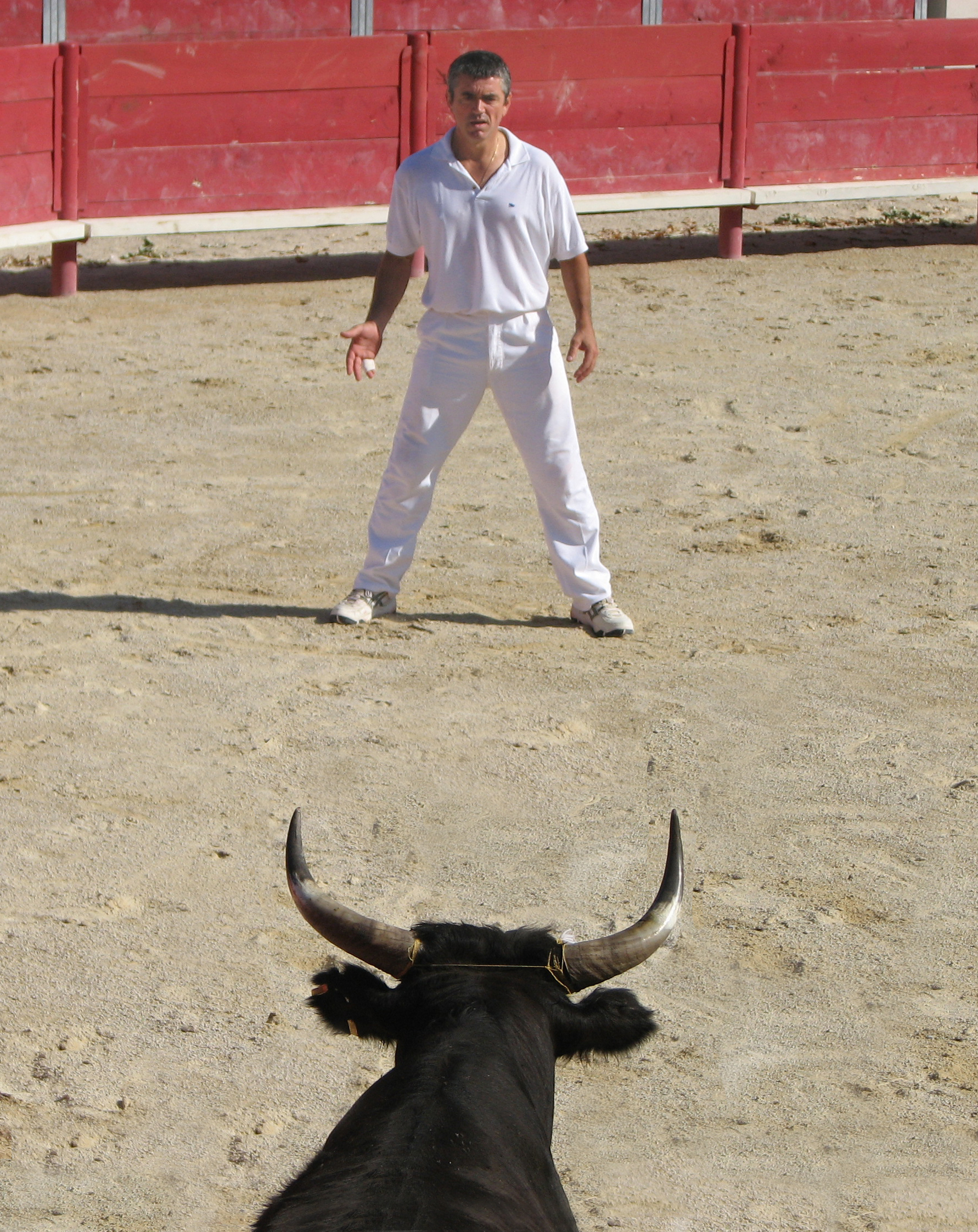
Oog in oog met de stier in de arena

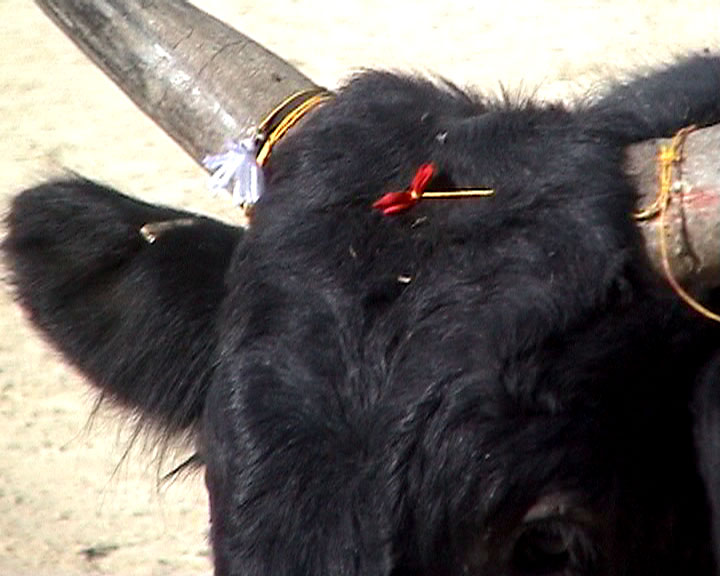
Cocarde

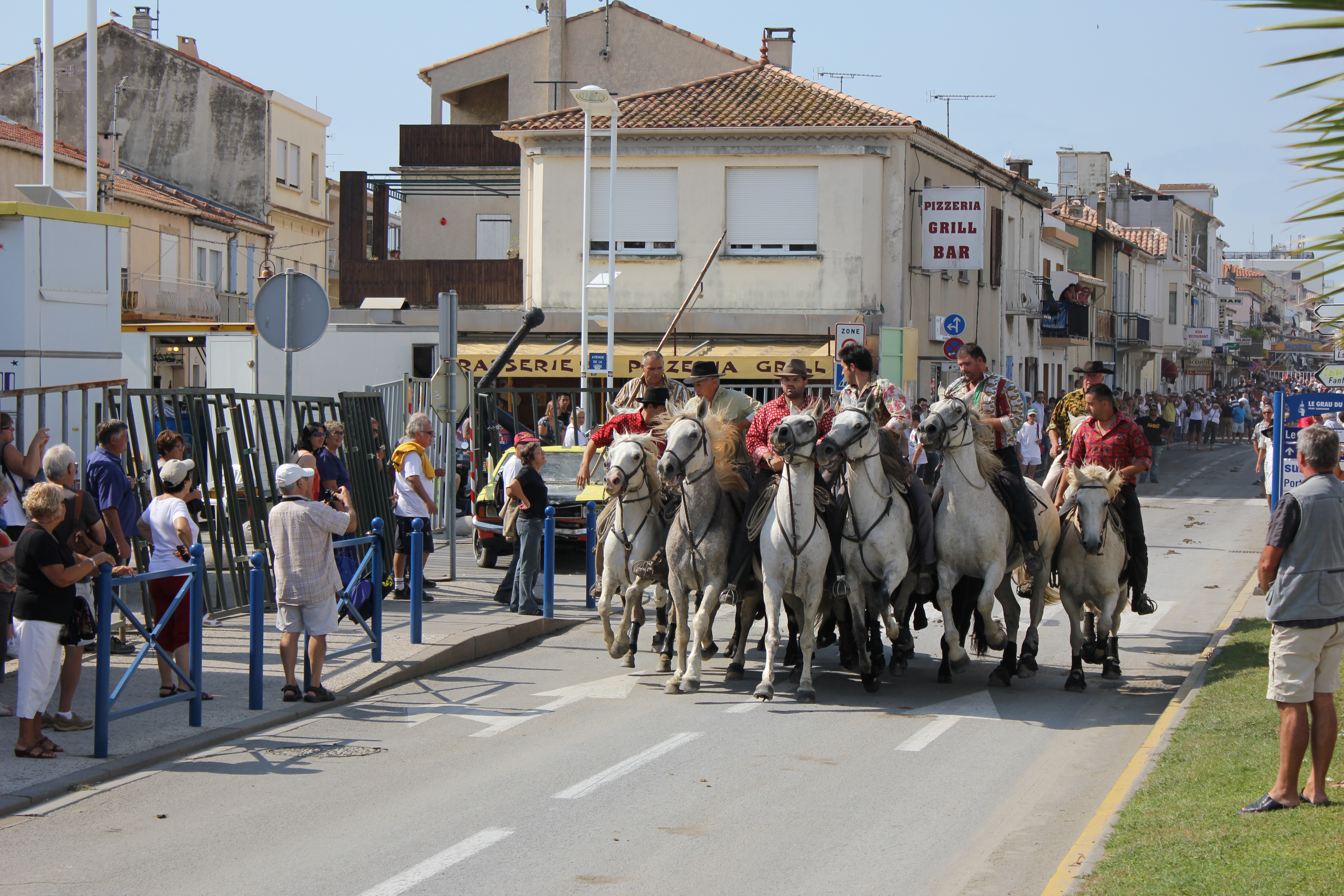
Abrivado

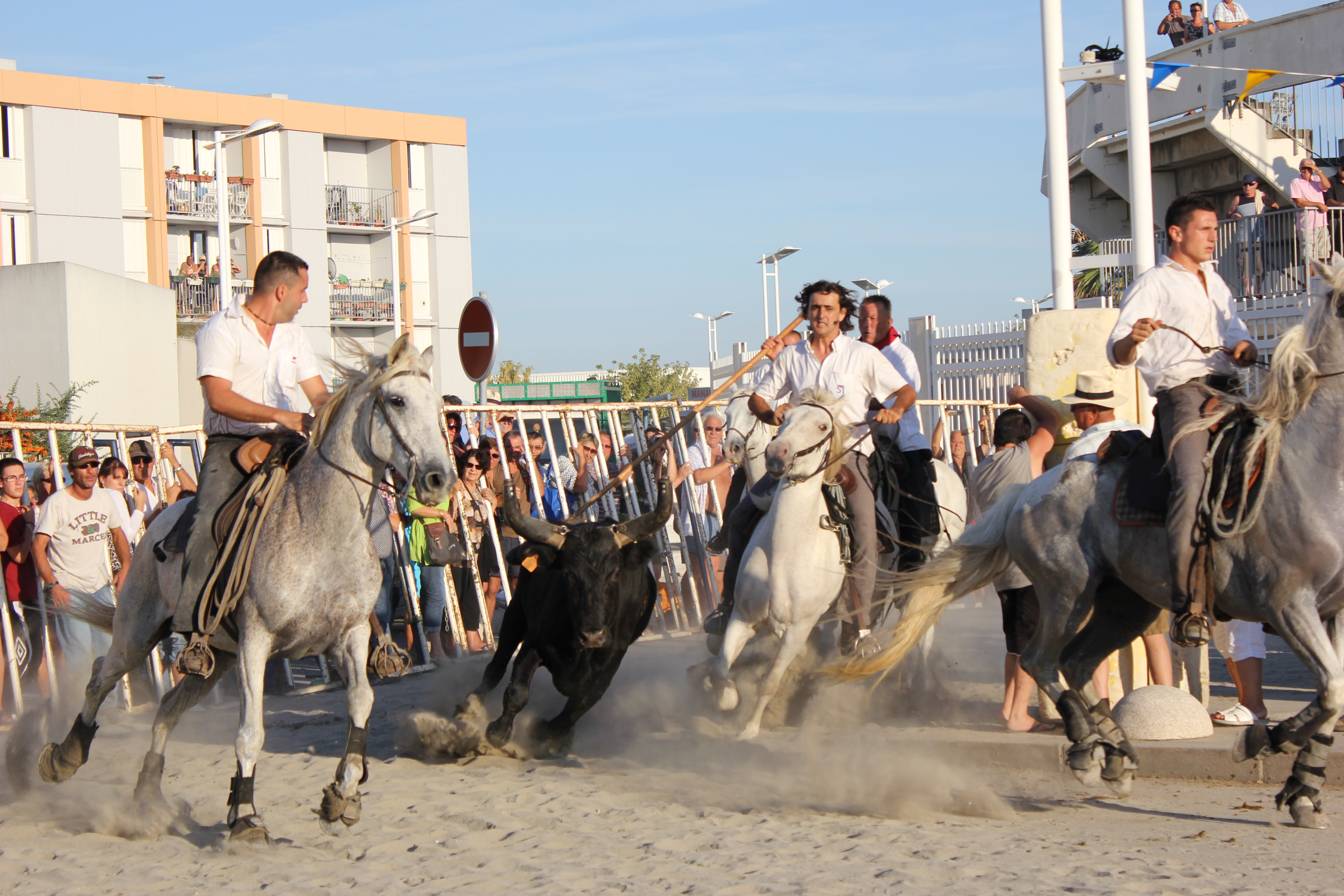
Bandido

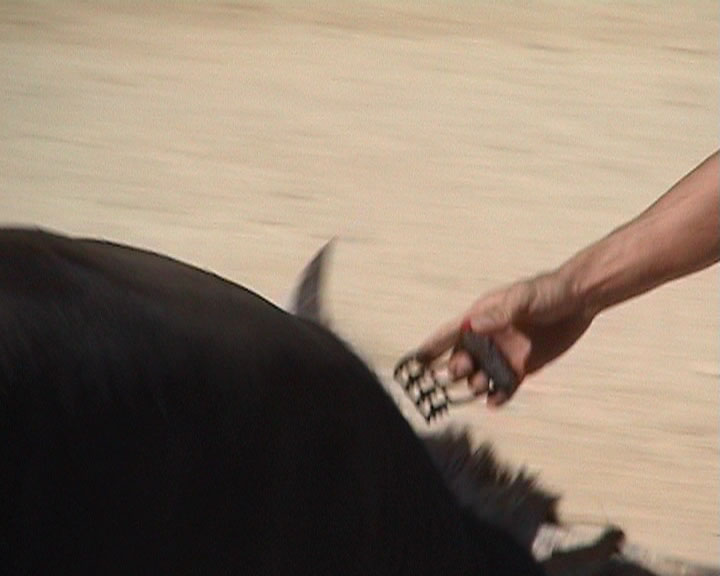
De 'kam': razet, (ook: crochet of gratte)

Course camarguaise is een Zuid-Franse variant van stierenvechten die beoefend wordt in de Camargue. Voor deze niet-bloedige stierenspelen worden stieren gebruikt van een ras van kleine, meestal zwarte, Camargue-runderen, die speciaal voor deze spelen gefokt worden. Tijdens het stierengevecht proberen in witte kleding gestoken mannen, raseteurs, de stier een klein strikje, cocarde, afhandig te maken, dat midden tussen zijn horens gebonden is. Zij gebruiken daarvoor een grove kam, razet, met aangescherpte punthaken.
De stieren worden hier niet verwond of gedood en kunnen meerdere keren per jaar ingezet worden. Zij leren steeds beter wat er van hen verwacht wordt, en kunnen daarom niet al te vaak achter elkaar dit werk doen omdat zij dan te agressief zouden worden. De uiteindelijke eer gaat in beginsel meer uit naar de stieren, en hun fokkers, dan naar de raseteurs.

## Abrivado
De abrivado is het opdrijven van de stieren van de weiden of de vrachtwagens naar de plaatselijke arena. Dit gebeurt door gardians te paard, die in gesloten formaties de stieren door de dorpsstraten begeleiden en de weg wijzen. Jongemannen te voet proberen de stieren af te leiden door er vlak achteraan te rennen en de stier aan zijn staart te trekken.

## Bandido
De bandido is het terugbrengen van de stieren naar de weide of de veewagens. Dit gebeurt eveneens door de gardians op hun witte Camargue paarden met een rit door het dorp en opnieuw proberen jongemannen vanuit het publiek hun moed te bewijzen door de stieren van achteren te benaderen en tot uitbreken te verleiden.

## Locaties
Dit soort spelen wordt gehouden in de plaatselijke arena's van onder andere de arena van Arles, Beauvoisin, Calvisson, Sommières en Congénies.

## Afbeeldingen

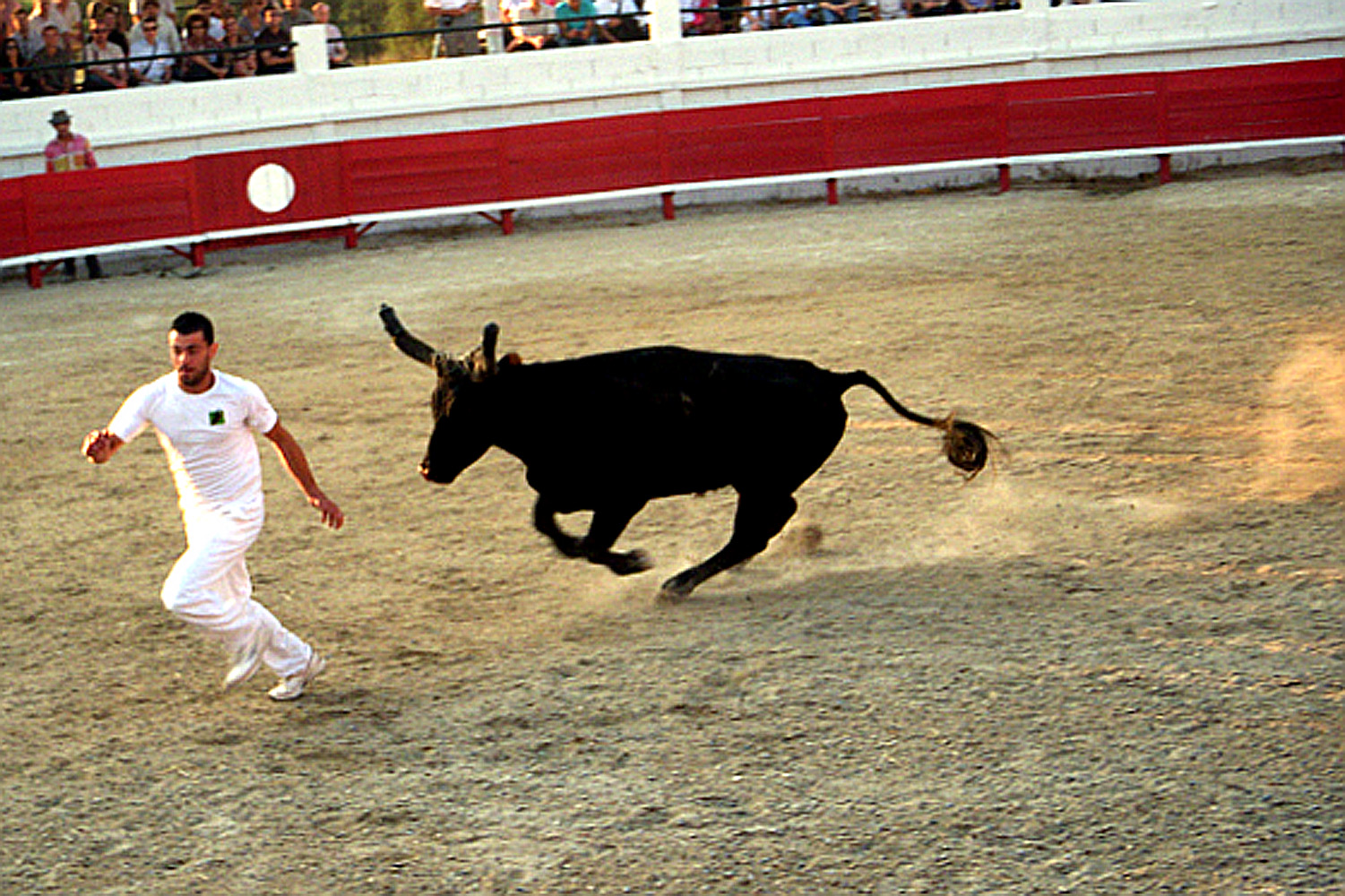
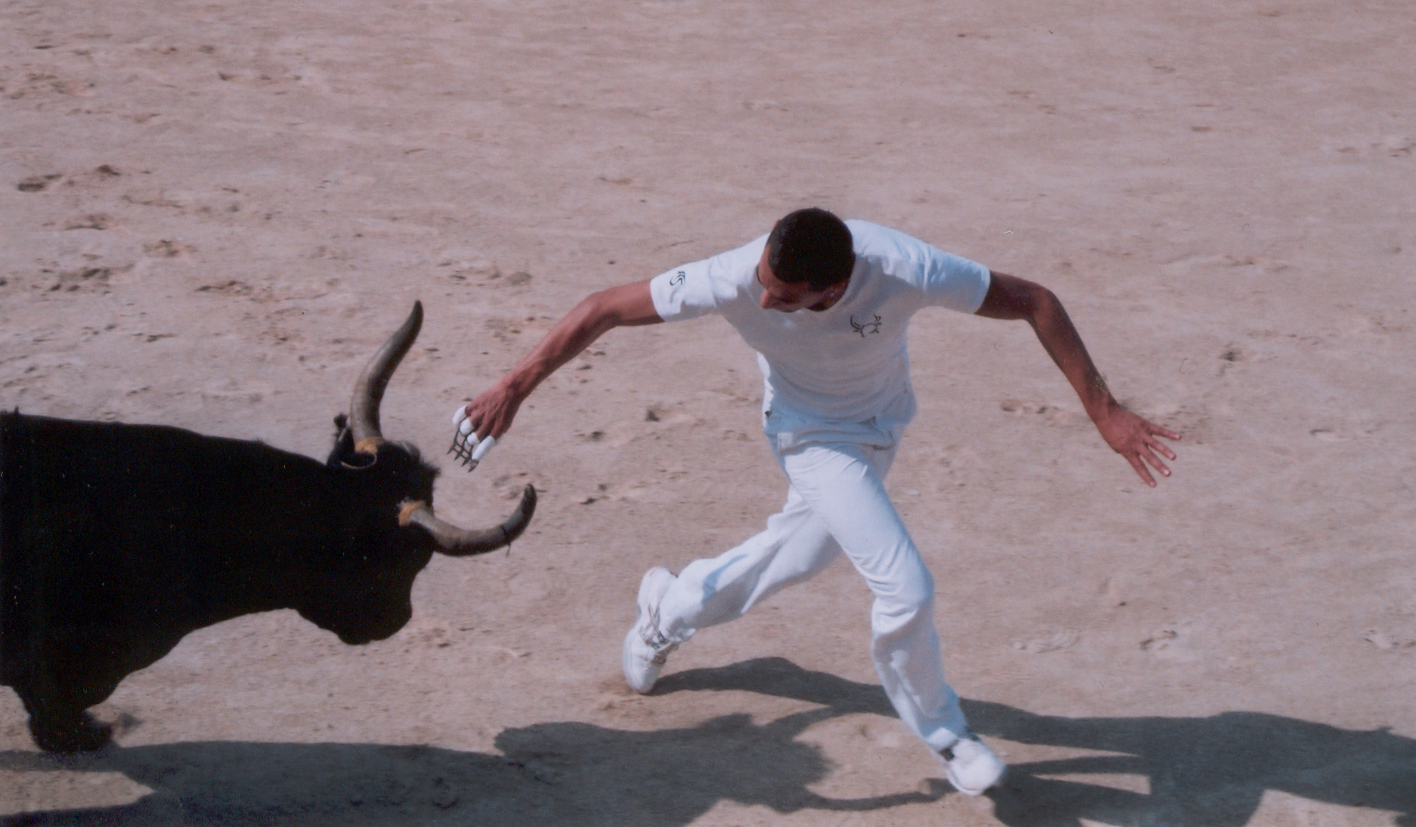
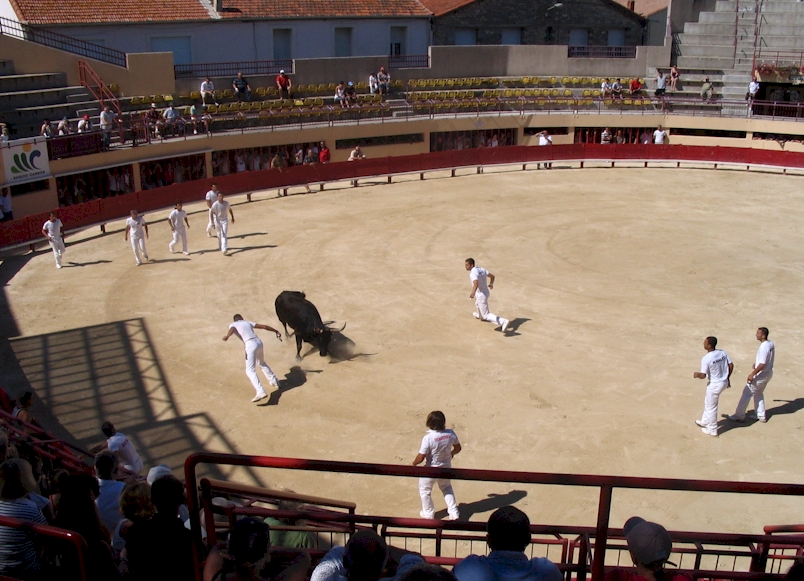
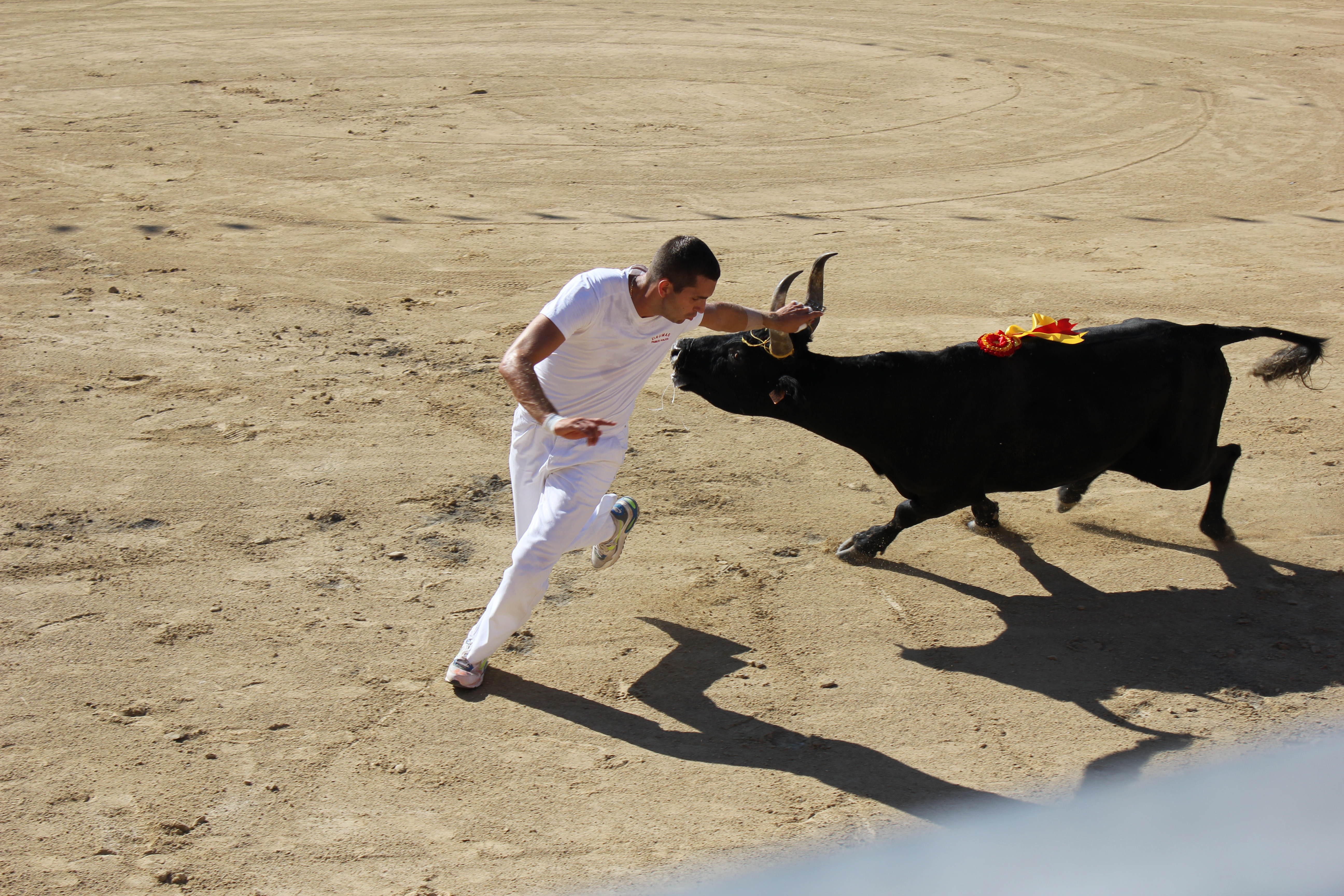